# Šereitlaukis

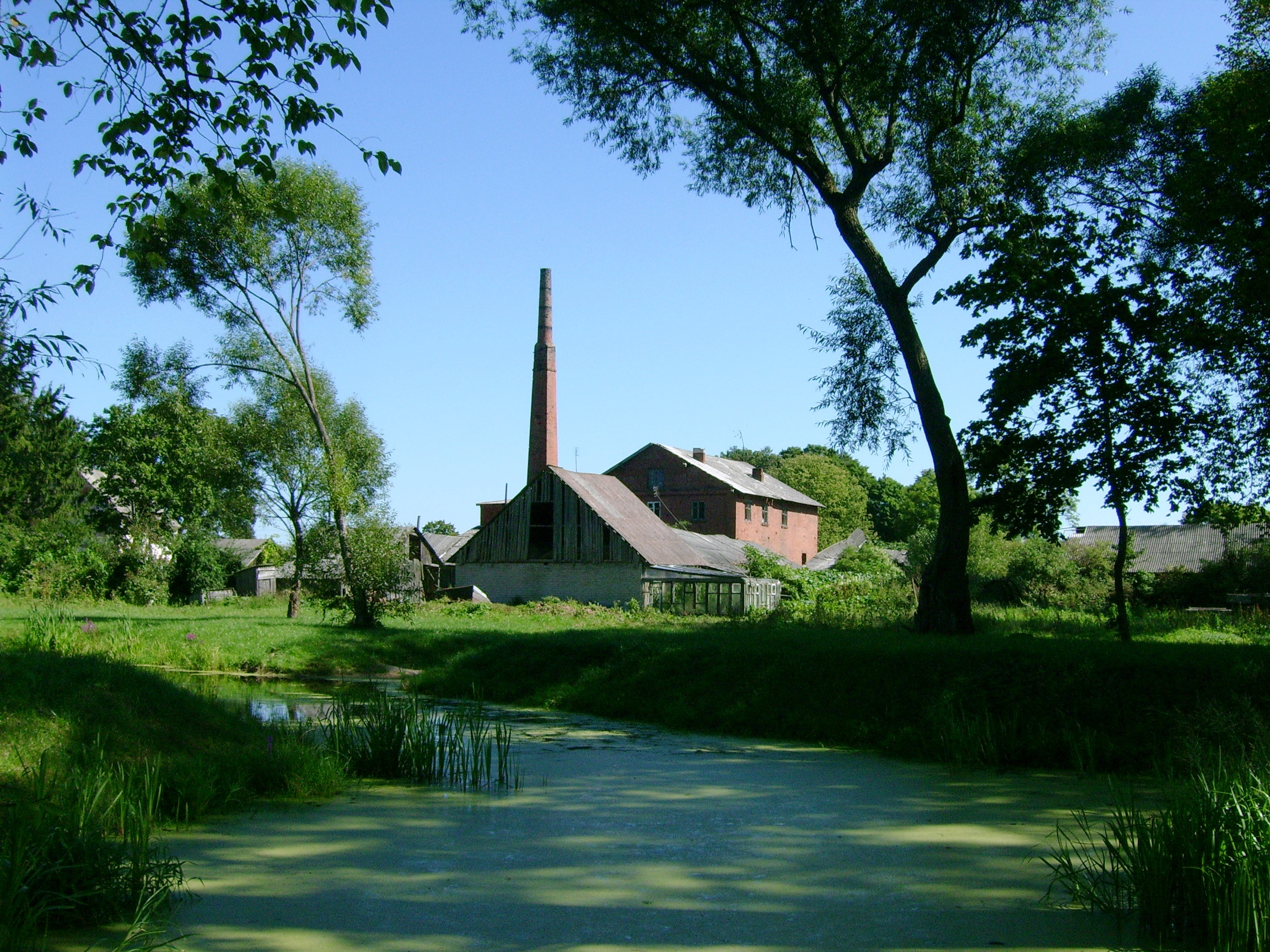
Ehemalige Schnapsbrennerei

Das Dorf Šereitlaukis (deutsch Schreitlaugken) liegt im Bezirk Tauragė im Südwesten Litauens bei der Mündung des Flusses Jūra in die Memel. Das Dorf gehört zum Amtsbezirk (Seniūnija) Vilkyškiai (Willkischken) innerhalb der Gemeinde Pagėgiai (Pogegen).

## Geographische Lage
Šereitlaukis ist von Vilkyškiai aus über eine Nebenstraße (4229) zu erreichen. Bis 1945 war Willkischken die nächste Bahnstation an der Strecke der Kleinbahn Pogegen–Schmalleningken, die heute nicht mehr betrieben wird.

## Geschichte
Der Ort wurde bereits 1344 als Sareike erstmals erwähnt und entwickelte sich zu einem großen Gut. Andere Namensformen: Schreitlacken (vor 1680), Schreitlaucken (vor 1785), Adlig Schreitlaugken (vor 1920) und Schreitlaugken (ohne Zusatz, bis 1922 und 1939 bis 1945).
Im Jahre 1874 wurde der Ort Amtsdorf für einen neu errichteten Amtsbezirk, der bis 1922 dem Kreis Tilsit, danach dem Kreis Pogegen zugeordnet war. In den Amtsbezirk Schreitlaugken waren neben Schreitlaugken zwei Orte eingegliedert, die am 1. Mai 1939 in das Dorf eingemeindet wurden: Wahlenthal (litauisch: Pempynė) und – ab 1920 – Bitteszerischken (Bitežeriai).
Ab März 1939 gehörte Schreitlaugken zum Landkreis Tilsit-Ragnit und hatte damals noch 239 Einwohner, weniger als 1910 mit 277 und 1925 mit 347.
Im Jahre 1945 wurde Schreitlaugken mit dem Memelland in die Litauische Sozialistische Sowjetrepublik eingegliedert und gehört seit 1990 zur Republik Litauen.

## Kirche

### Evangelisch
Schreitlaugken war vor 1945 mit seiner fast ausnahmslos evangelischen Bevölkerung ein Kirchspielort der Evangelischen Kirche Willkischken innerhalb des Kirchenkreises Tilsit in der Kirchenprovinz Ostpreußen (mit eigenem Konsistorium für das Memelland während der Jahre 1923 bis 1939) der Kirche der Altpreußischen Union. Auch heute sind die – nun zahlenmäßig wenigen – evangelischen Kirchenglieder der Evangelisch-lutherischen Kirche in Vilkyškiai zugeordnet, die jetzt zur Evangelisch-lutherischen Kirche in Litauen gehört.

### Katholisch
Auch die – damals nur sehr wenigen – katholischen Kirchenglieder waren vor 1945 nach Willkischken hin orientiert und somit dem Dekanat Tilsit (heute russisch: Sowetsk) im Bistum Ermland unterstellt. Heute ist die Gemeinde mit ihrer Šv. Onos bažnyčia („St.-Annen-Kirche“) in Vilkyškiai Teil des Dekanats Šilutė (Heydekrug) im Bistum Telšiai (Telschen) der Römisch-katholischen Kirche in Litauen.

## Persönlichkeiten

### In Schreitlaugken/Šereitlaukis geboren
- Theodor von Schön (* 20. Januar 1773 in Schreitlaugken), preußischer Staatsmann († 1856)
- Oskar Maria Stensbeck (* 20. Februar 1858 in Schreitlaugken), deutscher Pferdedressur-Ausbilder († 1939)
- Konrad von Dressler (* 28. März 1885 in Schreitlaugken), deutscher Gutsbesitzer und Politiker († 1955)